# Almighty Black P. Stone Nation
The Almighty Black P. Stone Nation, ou BPSN, é uma gangue de rua americana fundada em Chicago, estimada em mais de 100.000 membros. A gangue foi formada originalmente no final dos anos 1950 como Blackstone Rangers .
A organização foi co-fundada por Eugene Hairston e Jeff Fort. Nos anos posteriores, sob a liderança de Fort, uma facção islâmica da gangue surgiu, denominando-se a "tribo El Rukn do Templo da Ciência Mourisca da América " (ou simplesmente El Rukn, palavra árabe para "o pilar" ou "a fundação").
O BPSN teve origem e está sediada no South Side de Chicago, no bairro de Woodlawn. Ele se expandiu para outras áreas, como Beaumont, Texas nos Estados Unidos e Moe, Victoria na Austrália.